# Lethata indistincta
Lethata indistincta es una especie de polilla del género Lethata, orden Lepidoptera.
Fue descrita científicamente por Amsel.